# 1530年代
1530年代（せんごひゃくさんじゅうねんだい）は、西暦（ユリウス暦）1530年から1539年までの10年間を指す十年紀。

## できごと

### 1532年
- フランシスコ・ピサロ、ペルー征服。インカ帝国の滅亡。

### 1534年
- イングランド王国、首長令発布。イングランド国教会成立。
- イエズス会設立なる．